# Drillia roseola
Drillia roseola é uma espécie de gastrópode do gênero Drillia, pertencente a família Drilliidae.